# Погребняк, Пётр Леонтиевич
Погребняк Пётр Леонтиевич (12 марта 1928, Верблюжка, Зиновьевский округ — 1 февраля 1980, Киев) — украинский советский партийный деятель. Кандидат сельскохозяйственных наук (1969).

## Биография
Родился 12 марта 1928 года в селе Верблюжка, в семье рабочего.
Трудовую деятельность начал в 1945 году авиамотористом Криворожской авиационной школы Днепропетровской области.
В 1954 году окончил ветеринарный факультет Белоцерковского сельскохозяйственного института Киевской области.
Член КПСС с 1954 года.
В 1954—1962 годах — старший ветеринарный врач Орловщинской машинно-тракторной станции Днепропетровской области, главный ветеринарный врач района, 1-й заместитель председателя исполнительного комитета Пятихатского районного совета депутатов трудящихся Днепропетровской области.
В 1962—1964 годах — 1-й заместитель начальника Днепропетровского областного управления производства и заготовок сельскохозяйственных продуктов.
В декабре 1964—1970 годах — заместитель, 1-й заместитель председателя исполкома Днепропетровского областного Совета депутатов трудящихся.
С 1970 года — 1-й заместитель министра сельского хозяйства УССР, с февраля 1971 года — министр сельского хозяйства УССР.
С 13 февраля 1976 года — 1-й заместитель Председателя Совета Министров УССР.
В 1976—1980 годах — член ЦК КПСС. В 1971—1980 годах — член ЦК КПУ. С февраля 1976 года — кандидат в члены Политбюро, с октября 1976 года — член Политбюро ЦК Компартии Украины.
Избирался депутатом Верховного Совета УССР 8—9-го созывов, депутатом Верховного Совета СССР 9—10-го созывов.
Умер 1 февраля 1980 года. Похоронен в Киеве на Байковом кладбище.

## Награды
Награждён двумя орденами Ленина, орденом Трудового Красного Знамени, двумя орденами Знак Почёта, медалями.

## Память
С 1980 по 1985 годы село Верблюжка носило название Погребняково.